# Tadeusz Piotrowski (językoznawca)
Tadeusz Piotrowski (ur. 8 października 1957 we Wrocławiu) – polski językoznawca anglistyczny, leksykolog i leksykograf; autor słowników oraz publikacji leksykograficznych i leksykologicznych.  
Ukończył II Liceum Ogólnokształcące we Wrocławiu (1972–1976), następnie studiował w Instytucie Filologii Angielskiej Uniwersytetu Wrocławskiego (1976–1980). Stopień doktora uzyskał w 1990 roku, doktora habilitowanego w 1995 roku, a tytuł profesora w 2007 roku.
Pracował w Filharmonii Wrocławskiej (1979–1982) jako tłumacz publikacji muzycznych i pilot zagranicznych solistów, na stanowisku tłumacza w Muzeum Przyrodniczym Uniwersytetu Wrocławskiego (1980–1987) oraz jako tłumacz na język angielski programów festiwalu muzycznego Wratislavii Cantans (1980–1985).
Jako nauczyciel akademicki zatrudniony w latach 1987–1990 w Wyższej Szkole Pedagogicznej w Opolu, następnie w latach 1990–1997 na Uniwersytecie Wrocławskim w Instytucie Filologii Angielskiej, gdzie był kolejno zastępcą dyrektora oraz dyrektorem Instytutu, w latach 1997–2011 na Uniwersytecie Opolskim w Instytucie Filologii Angielskiej, gdzie był prodziekanem, a w latach 2004–2016 jako profesor zwyczajny w Wyższej Szkole Filologicznej we Wrocławiu.
Od 2004 r. pracuje w PWSZ w Nysie, gdzie jest dyrektorem Instytutu Neofilologii, a od 2016 roku na Uniwersytecie Wrocławskim w Instytucie Filologii Angielskiej, na stanowisku profesora zwyczajnego.
Syn Edwarda i Katarzyny Piotrowskich. Ojciec trzech córek.